# Alan W. Brewer
Pour les articles homonymes, voir Brewer.
Alan West Brewer (1915-21 novembre 2007) est un physicien et climatologue britanno-canadien. Il est connu pour son travail sur l'ozone stratosphérique et la formulation de la circulation de Brewer–Dobson de celle-ci.

## Biographie
Né à Montréal, Québec, Canada et élevé à Derby, en Angleterre, il a obtenu une bourse pour étudier la physique à l'University College de Londres. Après y avoir obtenu son M.Sc., Brewer a commencé à travailler pour le Met Office en 1937.
Pendant la Seconde Guerre mondiale, il a fait des recherches sur les traînées de condensation pour la Royal Air Force, découvrant que la stratosphère est beaucoup plus sèche qu'on ne le pensait. Plus tard, cette observation a conduit à la découverte de la circulation de Brewer–Dobson.
Brewer a travaillé au sous-département de physique atmosphérique, océanique et planétaire de l'Université d'Oxford de 1948 à 1962. À la fin de 1959, lui et James Milford ont développé la sonde d'ozone Oxford-Kew,. Il a également développé le spectrophotomètre d'ozone Brewer avec Dave Wardle qui est actuellement l'instrument le plus précis pour mesurer l'ozone.
En 1962, il est devenu professeur à l'Université de Toronto. En 1977, Brewer a pris sa retraite et est retourné dans le Devon, en Angleterre, où il cultiva jusqu'à près de 80 ans.